# Handball-Verbandsliga Bayern 1991/92
Die Handball-Verbandsliga Bayern 1991/92 wurde unter dem Dach des „Bayerischen Handballverbandes“ (BHV) organisiert, sie ist die zweithöchste Spielklasse des bayerischen Landesverbandes und wird hinter der Bayernliga als fünfthöchste Liga im deutschen Ligensystem geführt.

## Saisonverlauf
Meister der Verbandsliga Nord wurde die SG Rödental und Vizemeister war der VfL Wunsiedel. Meister der Südgruppe war der TSV Trudering und Vizemeister die TG Landshut. Alle vier konnten direkt in die Bayernliga 1992/93 aufsteigen.

### Modus

Bereich des „Bayer. Handballverbandes“ (BHV)

Die in Gruppe Nord und Süd eingeteilte Liga bestand aus je 12 Mannschaften. Es wurde eine Hin- und Rückrunde gespielt. Platz eins jeder Gruppe war Staffelsieger und Direktaufsteiger in die Bayernliga. Die zweiten Plätze waren ebenfalls direkt für die Bayernliga 1992/93 qualifiziert. Die Platzierungen zehn bis zwölf jeder Gruppe waren Direktabsteiger.

## Teilnehmer
Nicht mehr dabei waren die Aufsteiger der Vorsaison TSV Lohr, TSV Milbertshofen II, CSG Erlangen II sowie DJK Augsburg-Hochzoll. Neu dabei waren die Absteiger aus der Bayernliga TG 1861 Heidingsfeld, TSV München-Ost und die 6 Aufsteiger aus den Bezirksligen.

### Aufstiegsrelegation
Wurde nicht ausgetragen, da die Vizemeister beider Gruppen Aufstiegsrecht bekamen.